# شهرستان همپشر (ماساچوست)
همپشر، ماساچوست (به انگلیسی: Hampshire County, Massachusetts) شهرستانی در ایالت ماساچوست، در ایالات متحده آمریکا است.

## خصوصیات
شهرستان همپشر ۱٬۴۱۱٫۵۵ کیلومترمربع مساحت دارد.